# De Afrekening (radioprogramma)
De Afrekening is een radioprogramma uitgezonden door de Vlaamse radiozender Studio Brussel. Tijdens het programma werden in het verleden de 31 beste platen gedraaid (de top 30 + de stoot). Sinds januari 2011 is dit veranderd: er worden 29 platen van de top 30 gedraaid (de sterkste daler niet) en dan wordt er nog een plaat uit de Afrekening-geschiedenis gedraaid en nog één die een Afrekening-cd kan opleveren. Samen zijn dit er nog steeds 31. Deze top 30 wordt door de luisteraars bepaald door middel van stemmen. De klemtoon bij deze hitlijst ligt op alternatieve muziek. Verder worden de beste platen regelmatig op cd uitgegeven. Van september 2022 tot en met augustus 2023 bestond De Afrekening uit 40 nummers. Sinds september 2023 is het opnieuw een top 30 en wordt het uitgezonden op zaterdagochtend tussen 10u en 12u.
In 1985 ontstond het programma bij de nieuwe weekendprogrammatie. De eerste presentator was Herbert Bruynseels. In 1990 wordt hij opgevolgd door Stefan Ackermans die het bijna 10 jaar zou volhouden. In 1999 begint Peter Van de Veire bij Studio Brussel met de presentatie van dit programma. Toen die het vooravondblok begon in 2002 kwam Roos Van Acker. In 2003 is het de beurt aan Siska Schoeters die in 2007 op haar beurt wordt afgelost door An Lemmens. In 2012 werd de lijst weer gepresenteerd door Roos Van Acker. Vanaf september 2014 presenteerde Joris Lenaerts "de mooiste lijst van de hele wereld". Van 2020 tot en met 2023 presenteerde Margaux Amant De Afrekening. Sinds september 2023 is de presentatie in handen van Olga Leyers.
Op 19 april 2006 gebeurde er iets unieks in de geschiedenis van De Afrekening: twee bands hadden precies evenveel stemmen gekregen. A Brand en Placebo bekleedden respectievelijk met Hammerhead en Song to Say Goodbye gezamenlijk de eerste plaats. En ook 31 mei 2006 was een unieke datum in de geschiedenis van De Afrekening: voor het eerst kwam een Songfestivalnummer de lijst binnen: Lordi kwam met Hard Rock Hallelujah op 20 te staan. In 2021 deed Måneskin hen het na en haalde zelfs de eerste plaats in de eindafrekening van dat jaar. In 2023 kwam Käärijä, de inzending van Finland, binnen op 26.
Elk jaar is er ook een Eindafrekening (ook wel de Afvaardiging genoemd), hierbij wordt een lijst gemaakt van de meest populaire platen van het voorbije jaar, berekend op het aantal stemmen dat ze kregen toen ze in De Afrekening stonden.
Het programma werd ook op de Vlaamse televisiezender TMF uitgezonden.
Begin 2009 ontstond op Studio Brussel de spin-off De Misrekening, gepresenteerd door Stijn Van de Voorde, een programma rond eendagsvliegen in de muziek.

## Eindafrekeningen vanaf 1985
| Jaar | Artiest                  | Nummer                           |
| ---- | ------------------------ | -------------------------------- |
| 1985 | Simple Minds             | Alive & Kicking                  |
| 1986 | Madonna                  | Papa Don't Preach                |
| 1987 | XTC                      | Dear God                         |
| 1988 | Tracy Chapman            | Fast Car                         |
| 1989 | R.E.M                    | Orange Crush                     |
| 1990 | The Scabs                | Hard Times                       |
| 1991 | R.E.M.                   | Losing My Religion               |
| 1992 | U2                       | One                              |
| 1993 | Rage Against the Machine | Killing In The Name              |
| 1994 | Magnapop                 | Lay It Down                      |
| 1995 | dEUS                     | Hotellounge (Be the Death of Me) |
| 1996 | dEUS                     | Little Arithmetics               |
| 1997 | Radiohead                | Karma Police                     |
| 1998 | K's Choice               | Believe                          |
| 1999 | dEUS                     | Instant Street                   |
| 2000 | Live                     | They Stood Up For Love           |
| 2001 | Tool                     | Schism                           |
| 2002 | Red Hot Chili Peppers    | By the way                       |
| 2003 | Muse                     | Time Is Running Out              |
| 2004 | Franz Ferdinand          | Matinee                          |
| 2005 | Interpol                 | Evil                             |
| 2006 | A Brand                  | Hammerhead                       |
| 2007 | Milow                    | You Don't Know                   |
| 2008 | dEUS                     | The Architect                    |
| 2009 | Customs                  | Rex                              |
| 2010 | The Van Jets             | The Future                       |
| 2011 | Foo Fighters             | Walk                             |
| 2012 | Arctic Monkeys           | R U Mine?                        |
| 2013 | Bastille                 | Pompeii                          |
| 2014 | Oscar and the Wolf       | Strange Entity                   |
| 2015 | Muse                     | Mercy                            |
| 2016 | Bazart                   | Chaos                            |
| 2017 | Arcade Fire              | Everything Now                   |
| 2018 | Florence and the Machine | Hunger                           |
| 2019 | Tool                     | Fear Inoculum                    |
| 2020 | Bon Iver & Taylor Swift  | Exile                            |
| 2021 | Måneskin                 | Zitti e buoni                    |
| 2022 | The Haunted Youth        | Gone                             |
| 2023 | The Beaches              | Blame Brett                      |
| 2024 | Chappell Roan            | Good Luck, Babe!                 |

De Afrekening 2000 werd uitgezonden op 16 december 2009. 3 Doors Down stond met Kryptonite op de eerste plaats.
De Ultieme Eindafrekening werd uitgezonden op 1 april 2020 om 35 jaar De Afrekening te vieren. Alle 35 populairste nummers van de voorgaande jaren waren te horen in een volgorde gestemd door het publiek. Killing in the name van Rage Against the Machine eindigde op de eerste plaats.